# Барачево (Кубенский сельсовет)
Барачево — деревня в Вологодском районе Вологодской области.
Входит в состав Кубенского сельского поселения, с точки зрения административно-территориального деления — в Кубенский сельсовет.
Расстояние по автодороге до районного центра Вологды — 36,5 км, до центра муниципального образования Кубенского — 6,5 км. Ближайшие населённые пункты — Хрипилево, Крюково, Хвастово.
По переписи 2002 года население — 5 человек.